# Andrés Caicedo
Luis Andrés Caicedo Estela (Cali, Valle del Cauca, Colòmbia; 29 de setembre de 1951 – 4 de març de 1977) va ser un escriptor colombià nascut en Cali, Valle del Cauca, ciutat en la qual va passar la major part de la seva vida. Malgrat la seva prematura mort, la seva obra és considerada com una de les més originals de la literatura colombiana. Caicedo va liderar diferents moviments culturals a la ciutat vallecaucana com el grup literari los Dialogantes, el Cineclub de Cali i la revista Ojo al Cine. El 1970 guanyà el I Concurs Literari de Conte de Caracas amb "Los dientes de caperucita", la qual cosa li obriria les portes a un reconeixement intel·lectual. Va escriure que viure més de 25 anys era una vergonya, la qual cosa és vist per molts com la raó principal del seu suïcidi el 4 de març de 1977 quan tenia tan sols 25 anys i havia rebut una còpia del llibre editat per una editorial Argentina.
L'obra de Caicedo fa rellevància a la societat urbana i els seus problemes socials, principalment pel que fa al món actual. Contrari a l'escola literària del realisme màgic, l'obra de Caicedo s'inspira completament en la realitat social, la qual cosa ha fet que alguns estudiosos li donin la importància com a alternativa a Llatinoamèrica a figures prominents com la de Gabriel García Márquez. Especialment el periodista, escriptor i cineasta xilè Alberto Fuguet segueix l'obra de Caicedo, a qui anomena «el primer enemic de Macondo». Malgrat la seva fama a Colòmbia, Caicedo és poc conegut en Amèrica Llatina, segurament a causa de la seva mort prematura. No obstant això, la permanent organització de la seva producció literària i la influència que té en noves generacions d'escriptors com Rafael Chaparro, Efraím Medina, Octavio Escobar Giraldo i Ricardo Abdahllah, fan que cada vegada més coure gran valor l'aportació literària del "escriptor amb cara d'estrella del pop", com l'anomena el xilè Alberto Fuguet.

## Biografia

### Primers anys
Fill de Carlos Alberto i Nellie Estela, va ser el menor de quatre fills, i l'únic home. El 1958 va néixer el seu germà Francisco José, qui moriria tres anys més tard. Per aquesta data, Andrés estudiava al Col·legi del Pilar, institució en la qual va ingressar després del seu pas pel Col·legi Pío XII: "un gran establiment de franciscans”, comentaria alguns anys més tard. Arran del seu mal comportament a l'escola –el mateix Caicedo compta que mentia als seus amics, inventant una fama i fortuna que no tenia, la qual cosa li va comportar alguns problemes- és transferit el 1964 a una altra institució educativa, el Col·legi Calasanz de Medellín; aquest mateix any escriuria el seu primer conte, titulat El Silencio. La seva vida acadèmica després de tornar novament a Santiago de Cali va seguir igual de turbulenta i intermitent: del Col·legi Calasanz va passar al Col·legi San Juan Berchmans (institució que marcaria molt el seu univers literari), d'on va ser expulsat, i d'aquí al San Luis el 1966, lloc del que també ho van expulsar per mala conducta; finalment, es graduaria com a batxiller del Col·legi Camacho Perea, el 1968.

### Entre les lletres, el teatre i el cinema
A l'una del seu gust per la literatura, Andrés mostrava un gran interès pel teatre i el cinema. El 1966 escriuria la seva primera obra de teatre, titulada Las curiosas conciencias; d'aquell mateix any data la seva narració Infección. Un any més tard dirigeix l'obra La cantante calva, d'Eugène Ionesco, i escriu les peces El fin de las vacaciones, Recibiendo al nuevo alumno, El Mar, Los imbéciles también son testigos, i La piel del otro héroe; amb aquesta última obra guanyaria el Primer Festival de Teatre Estudiantil de Cali. El 1968 ingressa al Departament de Teatre de la Universitat del Valle -institució que abandonaria el 1971-; un any més tard ingressa com a actor al Teatre Experimental de Cali, on coneix Enrique Buenaventura.
1969 va ser l'any més prolífic d'Andrés Caicedo. El seu inici en l'exercici de la crítica cinematogràfica en els diaris El País, Occidente i El Pueblo ve a coincidir amb alguns premis literaris: el seu relat Berenice és premiat en el concurs de conte de la Universitat del Valle, mentre que Los dientes de Caperucita ocupa el segon lloc en el Concurs Llatinoamericà de Conte, organitzat per la revista veneçolana Imagen. Adapta i dirigeix una altra obra d'Eugène Ionesco: Las Sillas. Escriu els relats Por eso yo regreso a mi ciudad, Vacíos, Los mensajeros, Besacalles, De arriba a abajo de izquierda a derecha, El espectador, Felices amistades i Lulita, ¿que no quiere abrir la puerta?.

### El Cine-Club de Cali
El seu gust pel cinema ho porta a fundar el 1971, al costat dels seus amics Ramiro Arbeláez, Hernando Guerrero, Carlos Mayolo i Luis Ospina, el Cinema-Club de Cali, inicialment en una casa o comuna anomenada Ciudad Solar, propietat de Guerrero. El cinema-club es va traslladar després a la sala del TEC, després al Teatre Alameda i finalment al Teatre San Fernando. El Cinema-Club de Cali va atreure a una gran diversitat de persones entre les quals es trobaven estudiants, intel·lectuals i cinèfils, que veien, interpretaven i criticaven allò que Andrés, el director del Cinema-Club, desitjava que veiessin.
El 1971 adapta i dirigeix La noche de los asesinos, de José Triana; en aquell mateix any escriu el relat Antígona. Un any més tard escriu els relats Patricialinda, Calibanismo, Destinitos fatales, Angelita y Miguel Ángel i El atravesado; escriu endemés els assaigs Los héroes al principio, sobre l'obra de Mario Vargas Llosa La ciudad y los perros, i El Mar, sobre l'obra de Harold Pinter.
Amb el seu amic Carlos Mayolo intenta portar al cinema, sense èxit, el seu guió Angelita y Miguel Ángel, el 1972. Aquell mateix any escriu el guió Un hombre bueno es difícil de encontrar, i els relats El pretendiente i El tiempo de la ciénaga, aquest últim premiat pel concurs nacional de conte de la Universitat Externat de Colòmbia.

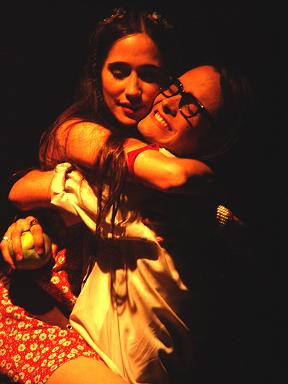
Foto de l'obra Angelitos empantanados, realitzada pel Teatro matacandelas. (2003).

### El viatge als Estats Units
El 1973, Andrés viatja a Los Angeles i després a Nova York amb la il·lusió de vendre-li a Roger Corman quatre guions de llargmetratge que havia escrit, i que la seva germana havia traduït amb afany; la seva empresa no va tenir èxit i Corman mai va arribar a tenir els guions a les seves mans. “[…] és un mitjà molt difícil i embullat, i la part que està ficada a Hollywood no s'anima a col·laborar per por de la competència […]”, escriuria a la seva mare en una carta, a propòsit del seu fracàs. En aquest país Andrés començaria a escriure la que és considerada per la crítica la seva millor novel·la ¡Que viva la música! (l'única novel·la que va aconseguir acabar), i inicia la redacció d'un diari que pretenia convertir en novel·la, titulat Pronto: memorias de una Cinesífilis; a més, va tenir l'oportunitat d'entrevistar al director de cinema Sergio Leone. La seva estada en els Estats Units va ser el període de la seva vida en el qual més cinema va veure.

### Últims anys
Maternidad, conte escrit el 1974, seria considerat per ell mateix com la seva millor obra. En aquest mateix any apareix el primer nombre d'Ojo al cine, revista especialitzada que es convertiria en la més important de Colòmbia. També viatja novament als Estats Units, aquesta vegada per assistir a la Mostra Internacional de Cinema.
Un any després Ediciones Pirata de Calidad publica el seu relat El atravesado, gràcies al suport econòmic de la seva mare, aconseguint cert èxit a nivell local. El llibre on descriu part de la seva vida titulat "El Atravesado" explica la història de la seva infantesa, i el perquè del seu caràcter imponent.

### El suïcidi
Fidel a la idea que viure més de 25 anys és una insensatesa, Andrés intenta suïcidar-se dues vegades el 1976; malgrat això escriu dos contes més: Pronto i Noche sin fortuna, i apareixen els números 3, 4 i 5 de la revista Ojo al cine. Entrega a Colcultura el manuscrit final de ¡Que viva la música!, del qual arribaria a rebre un exemplar editat el quatre de març de 1977; aquest mateix dia ingereix intencionalmente 60 pastilles de secobarbital, acte que acaba amb la seva vida.
Analitzant la seva mort, Alberto Fuguet diu:
| « | “Caicedo és la baula perduda del boom. I l'enemic número u de Macondo. No sé fins a quin punt es va suïcidar o per ventura va ser assassinat per García Márquez i la cultura imperant en aquests temps. Era molt menys el rocker que els colombians volen, i més un intel·lectual. Un nerd súper turmentat. Tenia desequilibris, angoixa de viure. No estava còmode en la vida. Tenia problemes amb mantenir-se dempeus. I havia d'escriure per sobreviure. Es va matar perquè va veure massa”, diu. | » |

## Influència
El penúltim autor a reprendre la línia de Caicedo va ser l'ibaguerey Manuel Giraldo Magil en la seva obra Conciertos del Desconcierto. En els anys 90, l'obra Opio en las nubes, de Rafael Chaparro Madiedo, fou vista com una versió a l'extrem de diverses històries caicedianes; la influència de l'autor caleny continua avui dia amb escriptors com Octavio Escobar Giraldo, en el seu llibre De música lígera, Efraím Medina, qui reprèn l'humor negre caicedià en parts de la seva novel·la Érase una vez el amor pero tuve que matarlo, i Ricardo Abdahllah, qui en el seu primer llibre de contes Noche de Quema va incloure diversos relats caicedians adaptats als anys noranta. El Teatro matacandelas ha presentat durant deu anys l'obra 'Angelitos Empantanados', basada en el treball de l'autor.

## Obres
La majoria dels seus escrits han estat publicats pòstumament. Gràcies a la labor editorial d'alguns dels seus amics, han sortit a la llum llibres que recopilen els seus contes i guions per a teatre, així com els seus assajos crítics sobre cinema. Així mateix, han estat publicades algunes cartes que va enviar a la seva mare, germanes i amics, les quals permeten evidenciar els seus estats emocionals turbulents. Algunes de les recopilacions més conegudes són:
| - Mi Cuerpo es una celda (2008). Bogotá: Norma. - El libro negro (2008). Bogotá: Norma. - El cuento de mi vida (2007). Bogotá: Norma. | - Noche sin fortuna / Antígona (2002). Bogotá: Norma. - Ojo al cine (1999). Bogotá: Norma. - Angelitos empantanados o historias para jovencitos / A propósito de Andrés Caicedo y su obra (1995). Bogotá: Norma. | - Recibiendo al nuevo alumno (1995). Cali: Editorial de la Facultad de Humanidades de la Universidad del Valle. - Destinitos fatales (1984). Bogotá: Oveja Negra. - Berenice / El atravesado / Maternidad / El Tiempo de la ciénaga (1978). Cali: Editorial Andes. |

### Novel·les
- ¡Que viva la música! (1977)
- Noche sin fortuna (inconclusa) (1976)
- La estatua del soldadito de plomo (inconclusa) (1967)
- La Vida de Jose Vicente Diaz López  (inconclusa) (1975)

### Contes
| - Pronto (1976) - En las garras del crimen (1975) - Maternidad (1974) - El pretendiente (1972) - El tiempo de la ciénaga (1972) - El atravesado (1971) - Destinitos fatales (1971) - Calibanismo (1971) | - Patricialinda (1971) - Antígona (1970) - Berenice (1969) - Lulita, ¿qué no quiere abrir la puerta? (1969) - Felices amistades (1969) - El espectador (1969) - De arriba a abajo de izquierda a derecha (1969) - Besacalles (1969) | - Vacío (1969) - Por eso yo regreso a mi ciudad (1969) - Los mensajeros (1969) - Los dientes de Caperucita (1969) - Infección (1966) - Calicalabozo (1966), compuesto por quince relatos entre los cuales destaca "Infección" - El silencio (1964) |

### Guions de cinema i teatre
- Un hombre bueno es difícil de encontrar (1972)
- El fin de las vacaciones (1967)
- Recibiendo al nuevo alumno (1967)
- El mar (1967)
- Los imbéciles están de testigos (1967)
- La piel del otro héroe (1967)
- Las curiosas conciencias (1966)